# Nationaal park Morne Trois Pitons
Het nationaal park Morne Trois Pitons ligt op het Caribische eiland Dominica. Het is een UNESCO Werelderfgoed sinds 1997, in de categorie natuurerfgoed.
Het park is gecentreerd rondom de gelijknamige vulkaan. Deze is ca. 1300 meter hoog. In het park liggen heetwaterbronnen, fumarolen (gassen die uit de aardbodem ontsnappen) en kraters. Attracties voor bezoekers zijn Boiling Lake, Emerald Pool, Trafalger Falls, en Boeri Lake.
Redenen voor opname op de werelderfgoedlijst waren:
- de diverse endemische flora, vulkanen, rivieren en watervallen in het park, die nog steeds gaande zijnde geomorfologische processen illustreren en het aanzien zeer waard zijn.

## Galerij

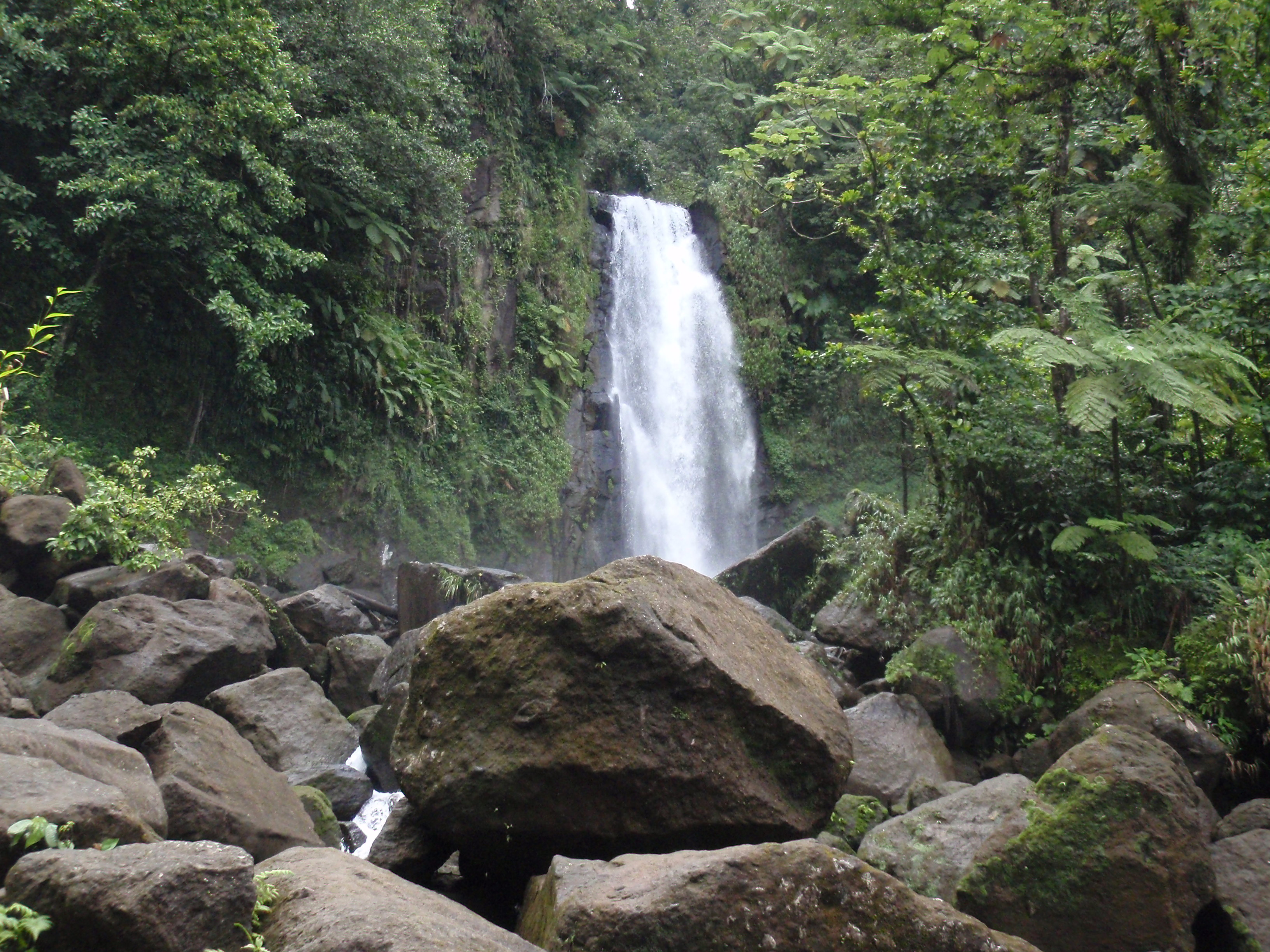
Trafalger Falls
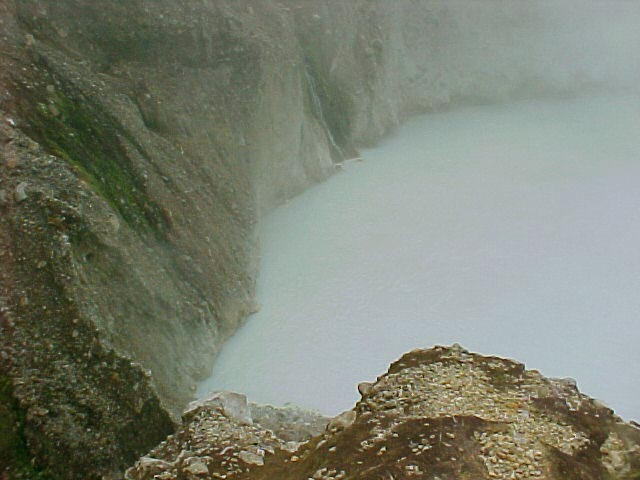
Boiling Lake
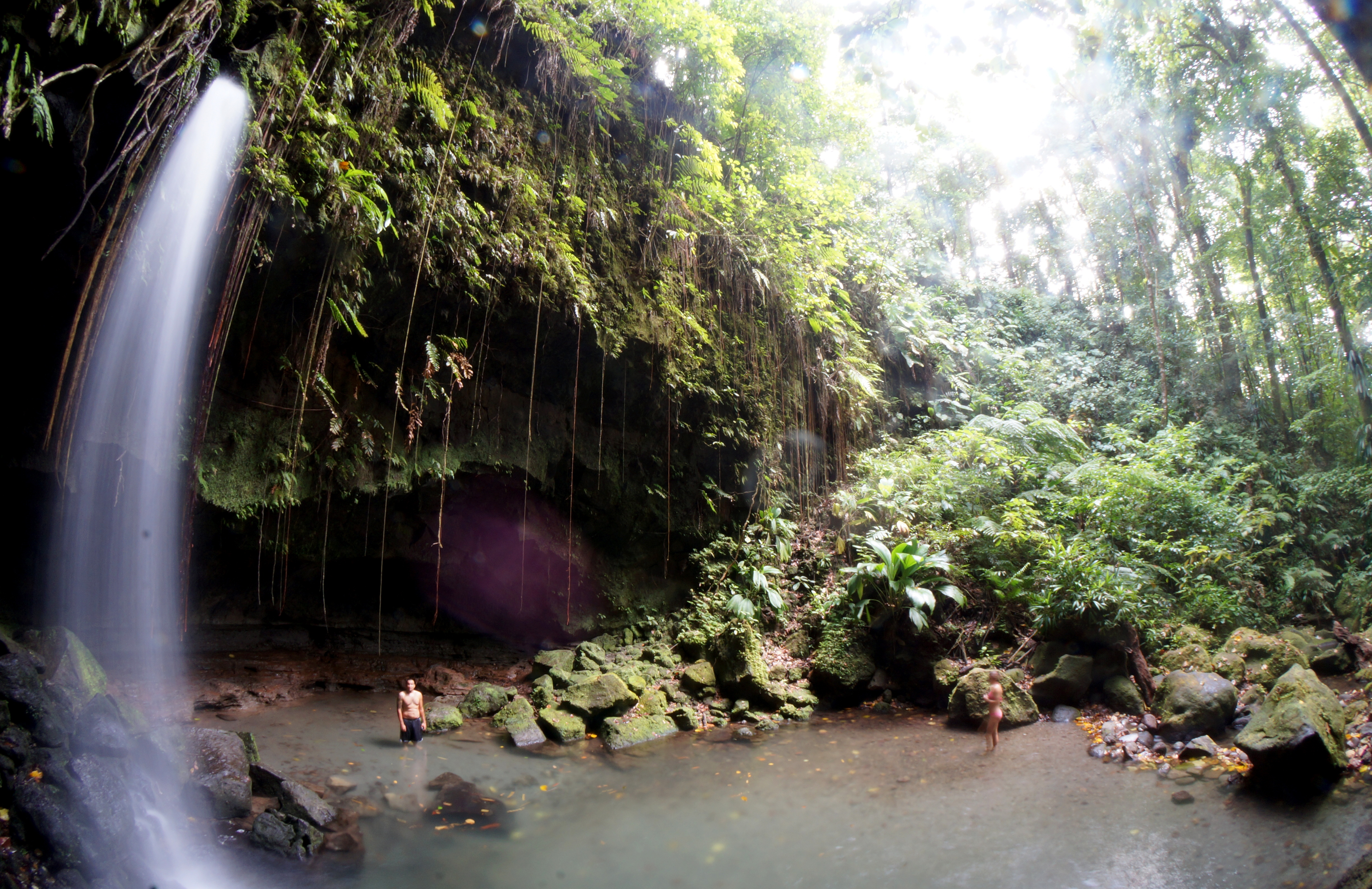
Emerald Pool
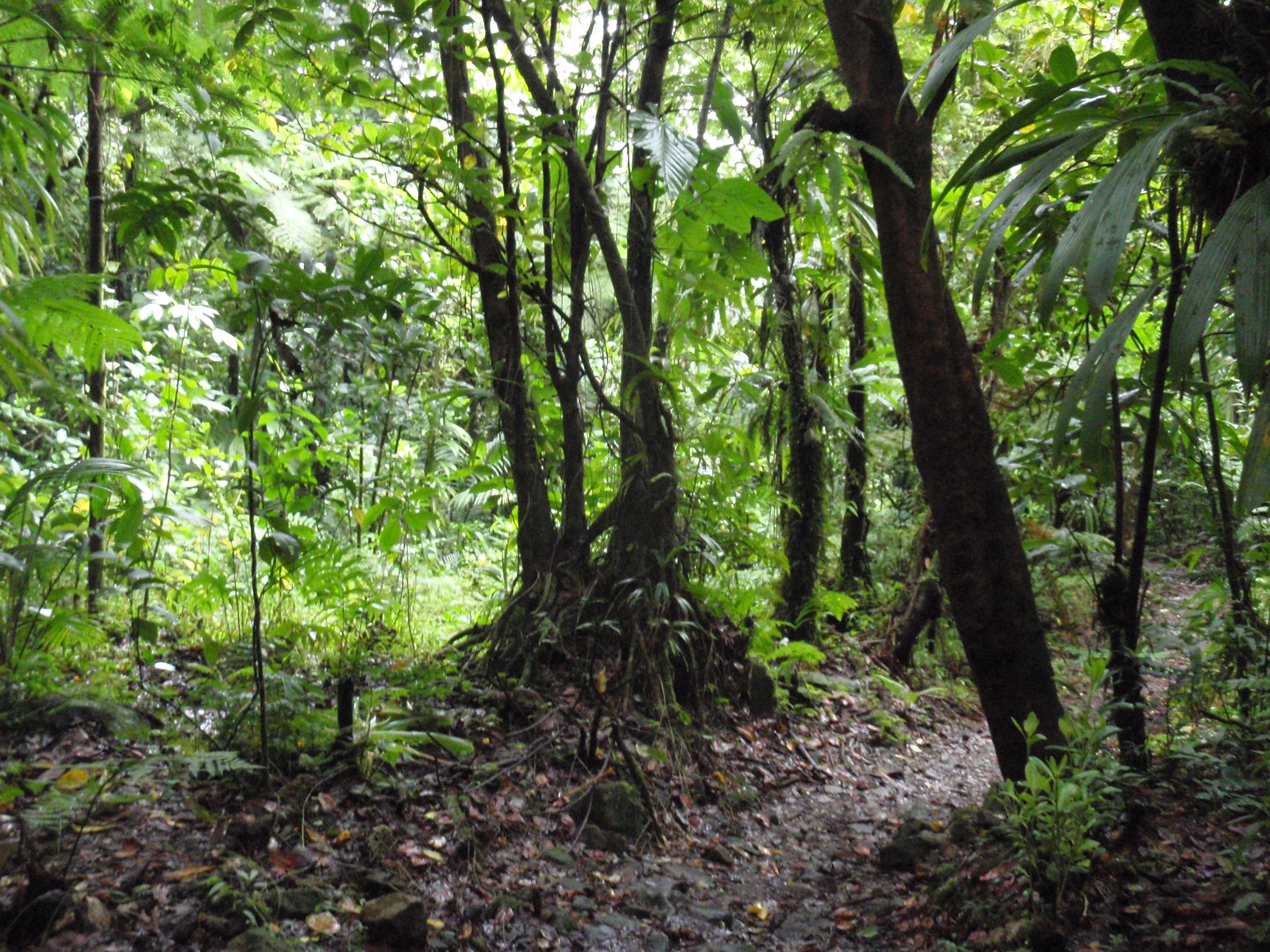
Tropisch regenwoud

- Library of Congress Control Number: sh85087310
- Nationale Bibliotheek van Israël: 987007546063105171
- Virtual International Authority File: 315526326